# Claudiosaurus
Claudiosaurus es un género representado por una única especie de saurópsido diápsido, que vivió en el período Pérmico en Madagascar.

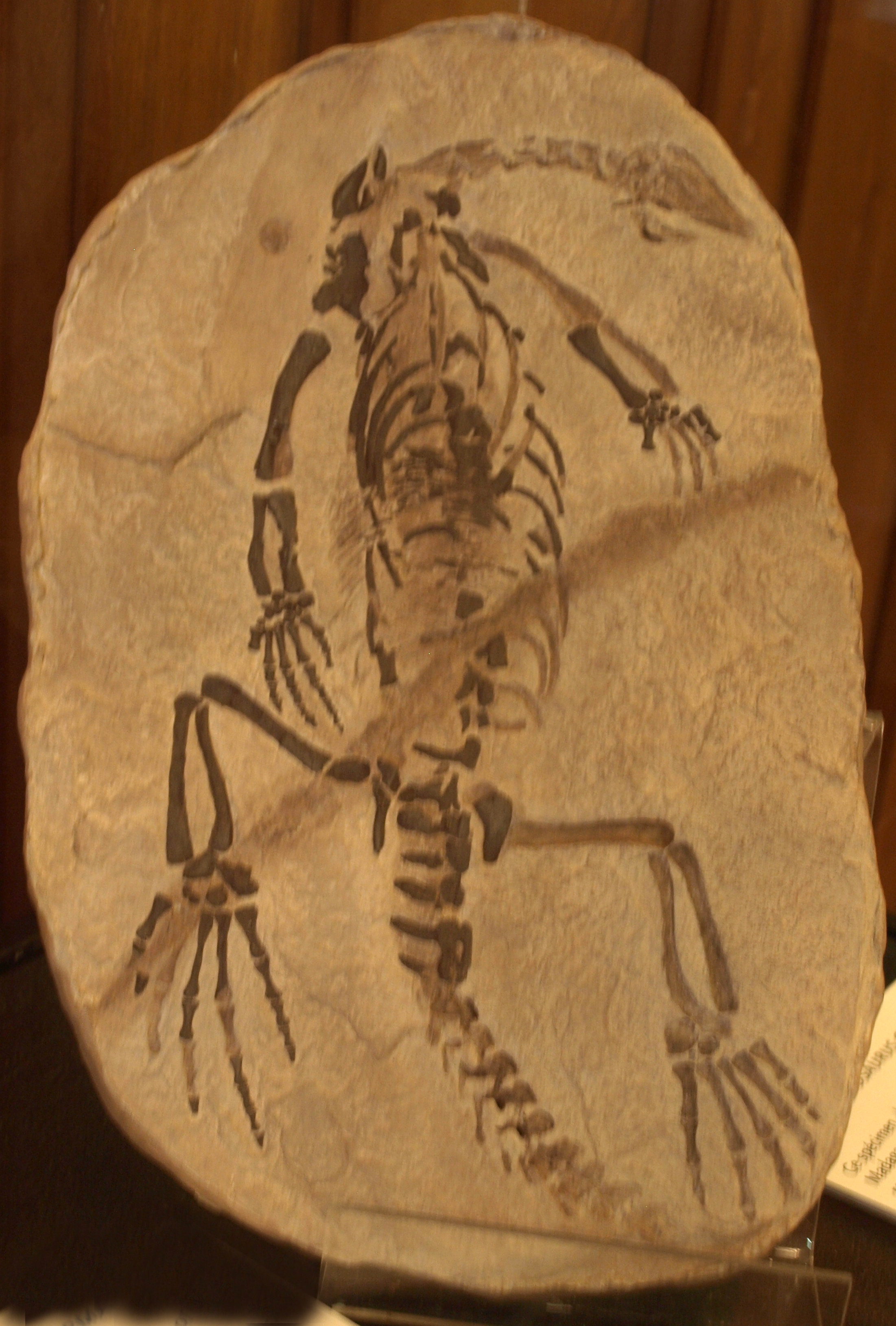
Espécimen de Claudiosaurus germaini, en exhibición en el Museo Redpath, Montreal.

Claudiosaurus fue uno de los primeros miembros de los Neodiapsida, un grupo de reptiles que abarca a la mayor parte de los diápsidos exceptuando a los primitivos Araeoscelidia. Tenía un cuello y cuerpo relativamente largos, alcanzando una longitud total de 60 centímetros. Se presume que debió haber sido parcialmente oceánico, viviendo de una manera similar a las actuales iguanas marinas. La razón principal detrás de esta idea es el hecho de que su esqueleto incluía sustanciales cantidades de cartílago, más que de hueso, lo que indica que hubiera tenido problemas sosteniendo su cuerpo en tierra. El esternón en particular estaba poco desarrollado, lo cual le pudo haber hecho dificultoso el desplazarse fuera del agua. En vez de ello, probablemente solía nadar ondulando su cuerpo y su cola, manteniendo sus patas cerca del cuerpo para disminuir la resistencia al agua. Algunos estudios recientes han podido relacionarlo con Pantestudines (el linaje de las tortugas y sauropterigios).